# Gyöngyösy László
Gyöngyösy László (Baranya, 1861. január 13. – Budapest, 1925. február 23.) középiskolai tanár, író, irodalomtörténész.

## Élete
Régi nemesi családból származott, valószínűleg Gyöngyösi István költő is elődjei közé tartozott. Apja ügyvéd volt, és amikor 1874-ban meghalt, földbirtokukat elárverezték. A fiú idős anyjával maradt. Iskoláit nélkülözések közepette végezte el 1877-ben az ungvári gimnáziumban. 1878-ban Sárospatakra ment teológiát hallgatni, onnan pedig Debrecenbe. 1879-től a budapesti egyetem hallgatója volt, francia, német, angol és magyar irodalommal foglalkozott. 1881-től 1886-ig újságíróként működött, majd tanár lett: 1886-tól Aszódra, 1887. szeptemberben Hajdúnánásra, 1890-ben a máramarosi református líceumhoz nevezték ki. 1894-ben áthelyezték a temesvári főreáliskolába.
Írt regényt, verset, elbeszéléseket, és több irodalomtörténeti munkája is megjelent. Cikkei a Magyarország és a Nagyvilágban (1881. 27. sz. Sganarelle Molière főalakjáról, elbeszélések és irodalomtörténeti cikkek, 1882. A XVI. és XVII. század lírai költészete hazánkban, Petőfi Sándor, Gvadányi József stb.). 1882. szeptembertől a Magyar Föld belső munkatársaként tárcákat írt és a napi hírek rovatot is vezette; Mark Twaintől fordított). Lírai költeményei a Vasárnapi Ujságban, a Fővárosi Lapokban, az Ország-Világban, Debrecenben stb. jelentek meg. Az egyházi és tanügyi irodalom terén is működött, nevezetesebbek a Debreceni Protestáns Lapban (1890. A görög nyelv kérdéséhez), a Protestáns Egyházi és Iskolai Lapban (1890-91. Az uj gymnasium, Homerosz kedélyvilága, Emlékezés Soós Gáborra, Ref. gymnasiumok vizsgarendszere, 1893. Szigeti dolgok című írásai – ezek mind Figyelő álnév alatt.)

## Munkái
- Chuzzlewit Márton élete és kalandjai (Charles Dickens regényének fordítása angolból; három kötet, Budapest, 1885)
- Hazulról (elbeszélések, Budapest, 1888)
- Arany János élete és munkái (Budapest, 1901)
- Belső emberek (1902)
- A régi ösvényen (költemények, 1903)
- Fiatal házasok (regény, 1903)
- Gyöngyösi István élete és munkái (Budapest, 1905)
- Mikszáth Kálmán (Budapest, 1911)
- Pósa Lajos életrajza (Budapest, 1920).